# باسل أبو بطنين
باسل أبو بطنين هو لاعب فلسطيني من مواليد محافظة خان يونس يلعب حالياً في نادي اتحاد خانيونس بعد أن إنتقل إليه من نادي شباب خانيونس.